# Eilert Määttä
Yngve Eilert "Garvis" Määttä (22. září 1935, Vittangi – 7. května 2011, Södertälje) byl švédský hokejista, křídelní útočník a později obránce. Se švédskou reprezentací vyhrál mistrovství světa v roce 1957 a v roce 1962. Ze světového šampionátu měl i dvě stříbra (1963, 1967) a jeden bronz (1965). Z olympijských her v Innsbrucku konaných roku 1964 si přivezl stříbrnou medaili. Na MS 1957 se proslavil rozhodujícím gólem do sítě Sovětů, který zajistil Tre kronor zlato, druhé v historii. Za národní tým odehrál 110 utkání. Švédskou nejvyšší soutěž hrál za Skellefteå AIK (1956-1963) a Södertälje SK (1963-1972). Ve švédské lize odehrál 364 utkání, zaznamenal 340 bodů a dal 176 gólů. Nejvyšší umístění, jaké v domácí soutěži dosáhl, bylo třikrát 2. místo (1958, 1961, 1963). Po skončení hráčské kariéry se stal trenérem, vedl kluby Södertälje SK či Djurgårdens IF, s nímž získal v roce 1979 mistrovský titul. Maskot klubu Skellefteå AIK je pojmenován podle jeho přezdívky - Garvis.